# Хафтон, Шантель
Шанте́ль Вивье́н Ха́фтон (англ. Chantelle Vivien Houghton; 21 августа 1983, Уикфорд, Эссекс, Англия, Великобритания) — английская телевизионная персона, фотомодель и актриса
.

## Личная жизнь
В 2006—2007 года Шантель была замужем за музыкантом Сэмюэлем Престоном (род.1982).
В 2011—2012 года Шантель встречалась со спортсменом Алексом Рейдом (род.1975), с которым она была помолвлена с октября 2011 года и до их расставания в сентябре 2012 года. В этих отношениях Хафтон родила своего первенца — дочь Долли Рейд (род.17.06.2012).